# 危际泰
危际泰，大兴人，是一名清朝政治人物。
危际泰曾于康熙二十七年接替苏昌臣任兴化府知府一职，康熙二十八年由张濬接任。